# Kyläntaustanjärvet
Kyläntaustanjärvet este o arie protejată (arie specială de conservare — SAC, sit de importanță comunitară — SCI) din Finlanda întinsă pe o suprafață de 16 ha, integral pe uscat.

## Localizare
Centrul sitului Kyläntaustanjärvet este situat la coordonatele 60°47′01″N 24°06′03″E / 60.7836°N 24.1008°E.

## Înființare
Situl Kyläntaustanjärvet a fost declarat sit de importanță comunitară în mai 2002 pentru a proteja 2 specii de plante. Situl a fost protejat și ca arie specială de conservare în aprilie 2015.

## Biodiversitate
Situată în ecoregiunea boreală, aria protejată conține 5 habitate naturale: Mlaștini turboase de tranziție și turbării mișcătoare, Izvoare fino-scandinave și mlaștini produse de izvoare bogate în minerale, Mlaștini alcaline, Taiga vestică, Mlaștini împădurite.
La baza desemnării sitului se află mai multe specii protejate de  plante (2): Hamatocaulis vernicosus, Meesia longiseta.
Pe lângă speciile protejate, pe teritoriul sitului au mai fost identificate 7 specii de plante.